# می کریک (واشینگتن)
می کریک (به انگلیسی: May Creek) یک منطقهٔ مسکونی در ایالات متحده آمریکا است که در شهرستان اسنوهومیش، واشینگتن واقع شده‌است. می کریک ۴٫۴ کیلومتر مربع مساحت و ۸۱۸ نفر جمعیت دارد و ۷۸ متر بالاتر از سطح دریا واقع شده‌است.